# Cattedrale di Luçon
La cattedrale di Nostra Signora dell'Assunzione (in francese: Cathédrale Notre-Dame-de-l'Assomption de Luçon) è il principale luogo di culto cattolico di Luçon, nel dipartimento della Vandea. La chiesa, sede del vescovo di Luçon, è monumento storico di Francia dal 1906.
Costruita (tra XIII e XIV secolo) come chiesa di un'importante Abbazia fondata nel IX secolo divenne cattedrale di una nuova diocesi nel 1317. Essenzialmente di stile gotico ebbe nel corso dei secoli modifiche in stile rinascimentale e barocco.